# Sinagoga Ari
La sinagoga Ari (in ebraico בית הכנסת הארי‎?) si trova nel quartiere ebraico della Città Vecchia di Gerusalemme. È situata al piano terra di un edificio che ospita anche la sinagoga Ohr ha-Chaim e l'Old Yishuv Court Museum. Prende il nome dal rabbino Yitzhak Luria (1534–1572), noto come Ari (in ebraico: אֲרִי: Il leone) che fu un grande cabalista e fondò una nuova scuola di pensiero, conosciuta come "Sistema dell'Ari" o "Cabala lurianica".

## Storia
Secondo la tradizione, nell'edificio che ospita la sinagoga, nacque nel 1534 il rabbino Luria. La sua camera divenne una sinagoga sefardita. In quegli anni, la legge ottomana proibiva agli ebrei di erigere nuove sinagoghe. Ciò costrinse i fedeli ad utilizzare luoghi di culto poco appariscenti che, come la sinagoga Ari, erano situati all'interno di abitazioni. Durante i moti del 1936 la sinagoga fu saccheggiata e bruciata e rimase in disuso fino al 1967, anno in cui fu ristrutturata.